# Zinczippeïta
La zinczippeïta és un mineral de la classe dels sulfats, que pertany al grup de la zippeïta. Rep el seu nom per ser l'anàleg de zinc de la zippeïta.

## Característiques
La zinczippeïta és un sulfat de fórmula química Zn(UO₂)₂(SO₄)O₂(H₂O)₃.₅. Cristal·litza en el sistema monoclínic. La seva duresa a l'escala de Mohs és 2.
Segons la classificació de Nickel-Strunz, la zinczippeïta pertany a «07.EC: Uranil sulfats amb cations de mida mitjana i grans» juntament amb els següents minerals: cobaltzippeïta, magnesiozippeïta, niquelzippeïta, natrozippeïta, zippeïta, rabejacita, marecottita, sejkoraïta-(Y) i pseudojohannita.

## Formació i jaciments
Va ser descoberta l'any 1976 a la mina Hillside, a Bagdad, localitat que pertany al districte d'Eureka, al comtat de Yavapai (Arizona, Estats Units). També ha estat descrita en un parell de localitats de la República Txeca, a Itàlia, a Eslovàquia i a Eslovènia.